# Ahualulco
Ahualulco è una municipalità dello stato di San Luis Potosí, nel Messico centrale, capoluogo della omonima municipalità.
La popolazione della municipalità è di 18.644 abitanti e ha una estensione di 775,62 km².